# 普馬瓦坎卡山
9°36′29″S 77°20′48″W / 9.60806°S 77.34667°W
普馬瓦坎卡山（Pumahuacanca），是秘魯的山峰，位於該國北部安卡什大區，由瓦拉斯省的奧列羅斯區負責管轄，屬於布蘭卡山脈的一部分，海拔高度5,000米。